# Cracca obcordata
Cracca obcordata là một loài thực vật có hoa trong họ Đậu. Loài này được (Lam. ex Poir.) Kuntze mô tả khoa học đầu tiên năm 1891.